# Ceratocryptus bifrontalis
Ceratocryptus bifrontalis là một loài tò vò trong họ Ichneumonidae.